# Bergantín goleta Congreso
El bergantín goleta Congreso fue un buque de guerra que sirvió en la escuadra de la Confederación Argentina en su lucha contra el Estado de Buenos Aires.

## Historia
Al reiniciarse en 1859 la Guerra entre la Confederación Argentina y el Estado de Buenos Aires el gobierno de la Confederación Argentina destacó emisarios a Montevideo y Río de Janeiro para adquirir con urgencia buques mercantes adecuados al teatro de operaciones fluvial para ser alistados en guerra. En Brasil fue adquirido el bergantín goleta de casco de madera Congreso Mexicano que tras montarse 5 cañones de a 12 de avancarga, con el nombre Congreso se incorporó a la escuadra de la Confederación a comienzos de agosto de ese año al mando del sargento mayor Tomás Lubary.
Completaban la oficialidad del buque el correntino Avelino Ballejos como segundo y los guardiamarinas Carlos Fournier y Pedro Puebla, siendo la tripulación de un total de 75 hombres.
No participó del Combate de Martín García, que involucró a las naves nacionales alistadas en Montevideo y con las que se reunió en aguas del Paraná.
En las primeras horas del 26 de septiembre integró la escuadra de la Confederación que al mando de Luis Cabassa enfrentó en la Acción naval de San Nicolás de los Arroyos (1859) a la flota del Estado de Buenos Aires comandada por Antonio Susini que pretendía cubrir el embarque de las tropas.
Susini movilizó sus buques de guerra para cubrir el embarque de las tropas e inició un cañoneo con las fuerzas nacionales que se mantenían aguas arriba de la ciudad. El fuego duró hora y media hasta que Mitre ordenó pasar al abordaje aprovechando las tropas ya embarcadas. 
En ese momento se desencadenó una fuerte tormenta que impidió la operación pero no así las tareas de evacuación, finalizadas las cuales la escuadra porteña inició la retirada hacia Martín García. Durante la acción las fuerzas porteñas sufrieron doce bajas.
El Congreso continuó integrando la escuadra de la Confederación durante todo el año 1860, perdiéndose luego toda noticia del buque, el cual no figurará en las listas de la marina nacional tras la reunificación de las escuadras el 16 de septiembre de 1861.